# Helena Citrónová
Helena Citrónová, také Zippora Tahori (26. srpna 1922 Humenné – 4. června 2007 Tel Aviv), byla slovenská přeživší holokaustu. V koncentračním táboře Osvětim měla romantický vztah s rakouským SS-Unterscharführerem Franzem Wunschem. 

## Život
Citrónová se narodila 26. srpna 1922 v Humenném do středostavovské židovské rodiny. Její otec byl kantor a ona od raného dětství ráda zpívala. Měla tři sourozence. Její starší sestra Róza se provdala a emigrovala do Palestiny, ale v roce 1939 se vrátila, protože tam její manžel nemohl najít práci.

### V Osvětimi
Citrónová přijela do Osvětimi v rámci prvního hromadného transportu Židů do koncentračního tábora Osvětim, který byl vypraven dne 26. března 1942 pro 997 slovenských židovských dívek a neprovdaných mladých žen. Dívky byly podvedeny slibem lukrativní pracovní příležitosti v zahraničí. Ve skutečnosti slovenská vláda za jejich odjezd do koncentračního tábora Osvětim zaplatila 200 říšských marek (asi 500 amerických dolarů) na osobu. V Osvětimi pracovala Citrónová ve skladech, kde třídila majetek deportovaných, kteří byli po příjezdu zavražděni.
V září 1942 jí bylo nařízeno zpívat na narozeninové oslavě stráže. Citrónová zpívala jedinou německou píseň, kterou znala: Liebe war es nie (česky: To nikdy nebyla láska). Jeden ze strážců, Franz Wunsch, si všiml jejího zpěvu a okamžitě se do ní zamiloval. Od té chvíle jí tajně posílal dárky a milostné dopisy a využíval svého vlivu, aby ji chránil před nejhoršími tresty. Citrónová nejprve Wunsche nesnášela, ale nakonec jeho náklonnost opětovala jako způsob, jak si zachránit život, i když není jasné, zda jejich vztah zahrnoval fyzickou intimitu.
V říjnu 1944 byla do Osvětimi přivezena její sestra Róza spolu s manželem a dvěma dětmi. Helena Citrónová poslala Wunschovi tajný dopis, v němž ho prosila, aby je zachránil. Wunsch okamžitě pod záminkou trestu za porušení zákazu vycházení oslovil Helenu Citrónovou, aby se dozvěděl podrobnosti. Podařilo se mu zachránit sestru, která již vstoupila do plynové komory, ale ne zbytek rodiny.
Autorita Wunsche nestačila na ochranu ostatních členů rodiny Heleny Citrónové. Její rodiče byli zavražděni v plynové komoře, zatímco její bratr spáchal sebevraždu při neúspěšném pokusu o útěk. V lednu 1945, když se sovětská armáda blížila k Osvětimi, Wunsch naposledy kontaktoval Citrónovou a poslal jí teplé oblečení a ponožky na pochod smrti spolu se závěrečnou poznámkou „Moc jsem tě miloval“. Byla jedním z vězňů osvobozených z tábora Rudou armádou.

### Po válce
Po skončení 2. světové války se Helena Citrónová a její sestra Róza vrátily do rodného města, ale všichni, které znali, byli mrtví. V červenci 1945 emigrovali do Mandatorní Palestiny.
Citrónová se v Izraeli provdala za vojáka Izraelských obranných sil Davida Tahoriho, změnila si jméno na Zippora Tahori a měla dvě děti. Zemřela 4. června 2007 a je pohřbena na hřbitově Yarkon.
Citrónová odmítla všechny pokusy Wunsche, který ji pomocí Mezinárodní pátrací služby Červeného kříže lokalizoval v její nové zemi, kontaktovat ji po válce. Nakonec si s ní přestal psát a oženil se. Nicméně v roce 1972 čelil Wunsch soudu za svou roli v Osvětimi a jeho žena kontaktovala Citrónovou a prosila ji, aby svědčila u jeho soudu. Citrónová vypověděla, že se jí dostalo pomoci od Wunsche, když byla v Osvětimi, ale také potvrdila, že byla svědkem jeho páchání zločinů proti jiným vězňům. Během svědectví se vyhýbala očnímu kontaktu s Wunschem, který byl nakonec propuštěn, protože promlčecí lhůta jeho zločinů vypršela.

## Ohlas v kultuře
Příběh Heleny Citrónové a Franze Wunsche poprvé uvedl izraelský dokument Love in Auschwitz (2003).
Příběh byl zpracován v dokumentárním seriálu BBC Auschwitz: The Nacis and „The Final Solution“ a posloužil též jako inspirace pro operu Helena Citrónová od thajského skladatele S. P. Somtowa. Opera měla premiéru v Opeře Siam v Bangkoku dne 15. ledna 2020.
Izraelská režisérka Maya Sarfaty se v roce 2020 příběhu věnovala ve filmu Liebe war es nie.